# Горнолыжный спорт на зимних Олимпийских играх 1984

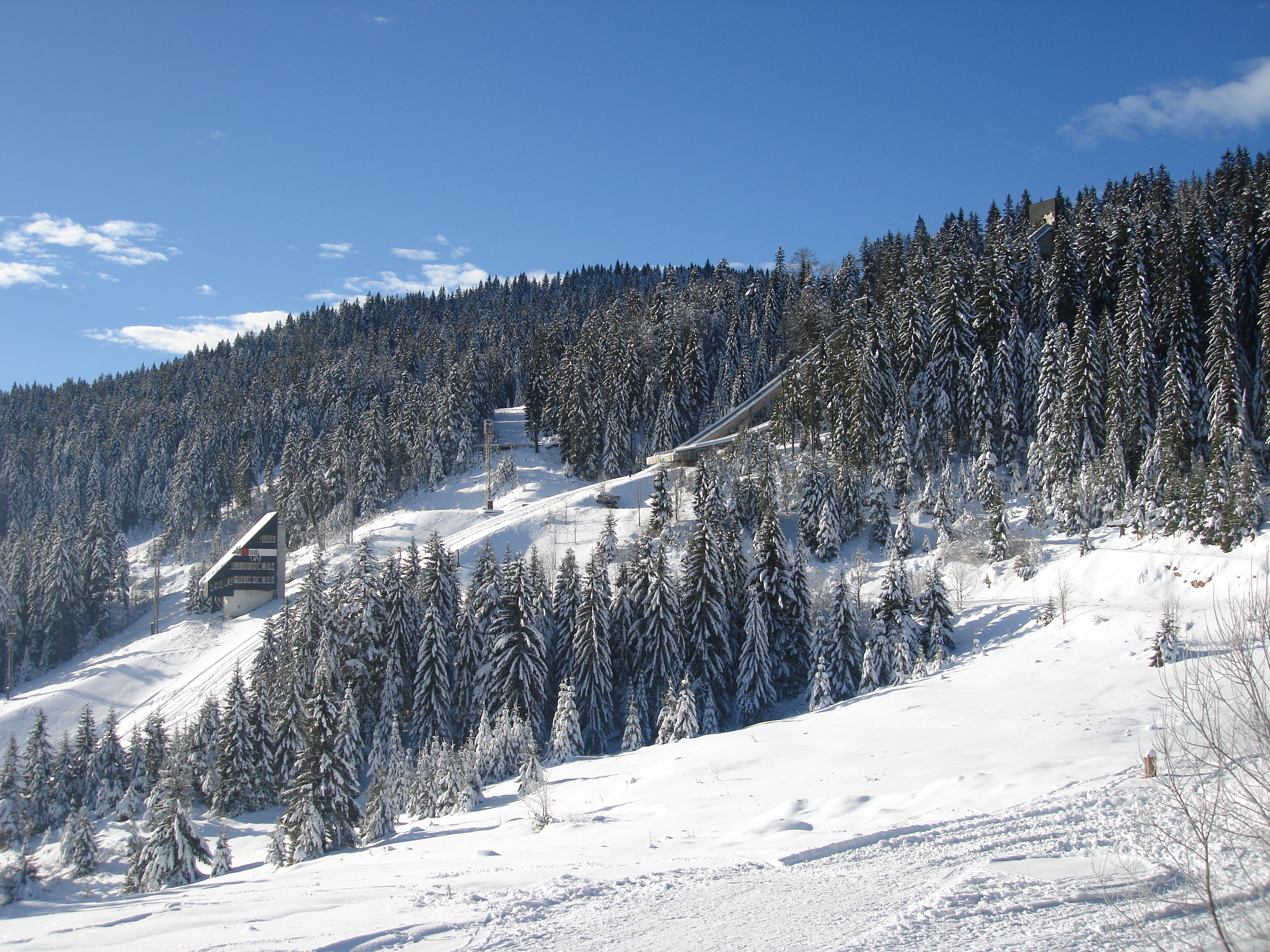
Гора Игман, на которой проходили соревнования

На XIV зимних Олимпийских играх в Сараево в горнолыжном спорте было разыграно 6 комплектов наград, в следующих дисциплинах: слалом, гигантский слалом и скоростной спуск у мужчин и женщин.
Соревнования прошли с 13 по 19 февраля 1984 года на горе Игман (босн. Igman), находящейся к юго-западу от Сараево. 
Впервые олимпийские соревнования по горнолыжному спорту являлись обособленным соревнованием, в отличие от предыдущих олимпийских игр на которых вместе с олимпийскими наградами победители получали и награды чемпионата мира по горнолыжному спорту.
Это была последняя Олимпиада, на которой в горнолыжном спорте разыгрывались награды только в скоростном спуске, гигантском слаломе и слаломе. Со следующих Игр добавились также комбинация и супергигант.
Крайне неудачно выступили австрийские спортсмены, которые традиционно являются лидерами мирового горнолыжного спорта. Единственную бронзу Австрии принёс Антон Штайнер в скоростном спуске. Вместе с тем сборная Лихтенштейна выиграла две бронзовые награды: героями Олимпиады стали Урсула Концетт (женский слалом) и Андреас Венцель (мужской гигантский слалом).

## Общий зачёт
(Жирным выделено самое большое количество медалей в своей категории)
| Общее количество медалей |              |        |         |        |       |
| Место                    | Страна       | Золото | Серебро | Бронза | Всего |
| 1                        | США          | 3      | 2       | 0      | 5     |
| 2                        | Швейцария    | 2      | 2       | 0      | 4     |
| 3                        | Италия       | 1      | 0       | 0      | 1     |
| 4                        | Франция      | 0      | 1       | 2      | 3     |
| 5                        | Югославия    | 0      | 1       | 0      | 1     |
| 6                        | Лихтенштейн  | 0      | 0       | 2      | 2     |
| 7                        | Австрия      | 0      | 0       | 1      | 1     |
| 7                        | Чехословакия | 0      | 0       | 1      | 1     |

## Медалисты

### Мужчины
| Дисциплина                      | Золото               | Серебро                | Бронза                      |
| Скоростной спуск см. подробнее  | Билл Джонсон США     | Петер Мюллер Швейцария | Антон Штайнер Австрия       |
| Гигантский слалом см. подробнее | Макс Жюлен Швейцария | Юре Франко Югославия   | Андреас Венцель Лихтенштейн |
| Слалом см. подробнее            | Фил Маре США         | Стив Маре США          | Дидье Буве Франция          |

### Женщины
| Дисциплина                      | Золото                   | Серебро                  | Бронза                       |
| Скоростной спуск см. подробнее  | Микела Фиджини Швейцария | Мария Валлизер Швейцария | Ольга Харватова Чехословакия |
| Гигантский слалом см. подробнее | Дебби Армстронг США      | Кристин Купер США        | Перрин Пелан Франция         |
| Слалом см. подробнее            | Паолетта Магони Италия   | Перрин Пелан Франция     | Урсула Концетт Лихтенштейн   |